# Eenvlekrolklavermineermot
De eenvlekrolklavermineermot (Trifurcula cryptella) is een vlinder uit de familie dwergmineermotten (Nepticulidae). De wetenschappelijke naam is voor het eerst geldig gepubliceerd in 1856 door Stainton.

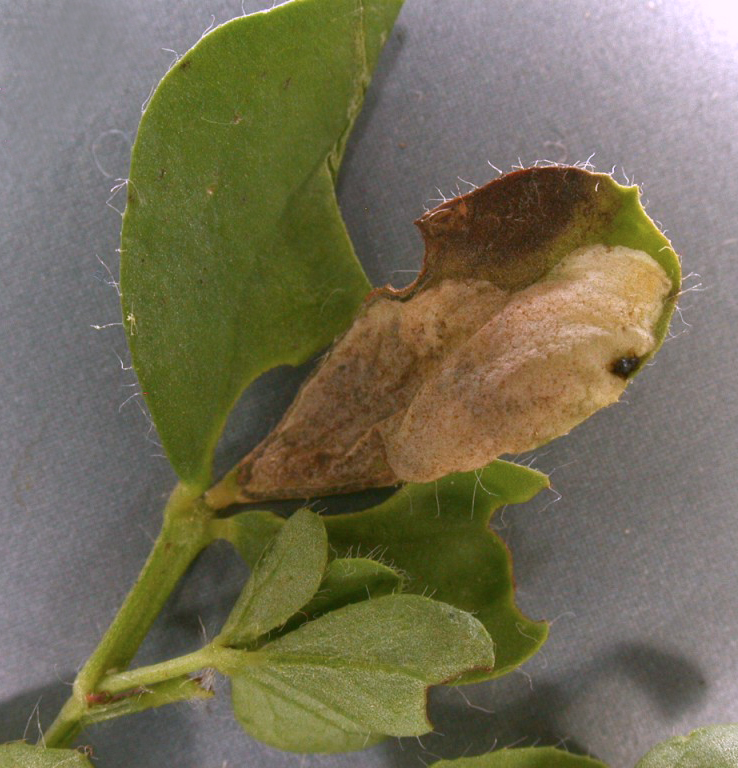
De Eenvlekrolklavermineermot als larv

De soort komt voor in Europa.